# A Trip Down Market Street
A Trip Down Market Street – amerykański trzynastominutowy film dokumentalny zarejestrowany po umieszczeniu kamery filmowej na przedzie tramwaju linowego, który przemierza ulicę „Market Street” w San Francisco. Film nakręcony przez braci Miles pokazuje wiele szczegółów codziennego życia w dużym amerykańskim mieście, w tym transport, modę i architekturę tamtej epoki. Film zaczyna się na 8 Ulicy i kręcony jest w kierunku wschodnim do obrotnicy tramwajów linowych, w Embarcadero, przed budynkiem terminalu promowego. A Trip Down Market Street jest słynny z powodu uwiecznienia San Francisco na krótko przed niszczycielskim trzęsieniem ziemi i ogniem, które rozpoczęły się rankiem 18 kwietnia 1906.